# Костюхнівська битва
Костюхнівська битва — бій, що відбувався 4—6 липня 1916 року поблизу українського села Костюхнівка (тепер Маневицького району Волинської області) між військами Австро-Угорщини і російської імперії. Є найбільшим зіткненням сил під час Брусиловського прориву.
Польські війська, що були підпорядковані австрійській армії налічували 5 500-7 300 воїнів, з іншої сторони російські війська — 26 000 вояків. Польські легіони були призначені для того, щоб забезпечити відступ австрійській армії. Загалом вони впоралися з тим, щоб затримати російську армію, хоч за кількістю значно поступалися їй. В цій битві 2 000 польських воїнів були вбиті або поранені.
Битва вважається найдовшою і найжорстокішою для всіх польських військ, які служили у австрійській армії.